# Deutsche Schule Managua
Die Deutsche Schule Managua ist eine deutsche Auslandsschule in der nicaraguanischen Stadt Managua mit Kindergarten, Grundschule und Sekundarstufe.

## Geschichte
Die erste Idee zur Gründung einer deutschen Schule in Nicaragua wurde im Rahmen einer Sitzung des „Deutschen Klubs“ 1934 geboren. Man bildete ein Komitee und richtete eine Schule ein. Nicaraguanische Behörden und die deutsche Reichsregierung anerkannten die neue Schule umgehend. Mit dem Zweiten Weltkrieg endete die Geschichte dieser Schule.
Ende 1967 wurde die Idee wieder aufgegriffen und im August 1968 begann dann eine neue Schule ihre Arbeit mit einem deutschen Kindergarten in einer Quinta auf der Carretera Sur. 1972 erwarb man auf km 10,5 der Carretera Sur ein Grundstück und baute eine neue Schule. 1976 wurde eine Sekundarstufe angefügt. Ab 1980/81 führte die Deutsche Schule Managua bis zur 11. Klasse und erste Schüler konnten die lokale Reifeprüfung absolvieren.

## Gebäude
Auf dem schuleigenen Grundstück im Stadtteil Carretera Sur von Managua befinden sich die Unterrichts- und Verwaltungsgebäude, eine Physik- sowie eine Biologie-/Chemie-Laboreinrichtung, ein Lehrerzimmer, ein modernes Bibliotheksgebäude, ein Sport- und ein Basketballfeld, ein Schwimmbecken und eine Schülercafeteria.
Es bestehen drei Schulgebäude: Eines für die Grundschule (Primaria), eines für die Mittelstufe (Secundaria baja) und eines für die Oberstufe (Secundaria alta) sowie für den IB-Studiengang. Das neue Kindergartengebäude und sein Gelände mit eigenem Schwimmbecken wurden 2009 eingeweiht und befindet sich 200 Meter außerhalb der eigentlichen Schule.

## Lehrplan
Der Lehrplan der Deutschen Schule Managua orientiert sich am Lehrplan des deutschen Bundeslandes Baden-Württemberg. Schon ab der ersten Klasse werden neben Spanisch auch Deutsch inkl. deutsche Lebensformen und Geschichte unterrichtet. In der Oberstufe werden die meisten Fächer auf Deutsch unterrichtet, mit Ausnahme des Chemie-, Ethik bzw. Philosophie-, Spanisch-, Englisch- und des Deutschunterrichts. Der Deutschunterricht findet getrennt statt: Zum einen werden die Deutsch-Fremdsprachler (DaF-Schüler), zum anderen die Deutsch-Muttersprachler (DaM-Schüler) unterrichtet.
Die Deutsche Schule Managua ist eine der wenigen Deutschen Auslandsschulen, die seit dem Schuljahr 2003/04 am Projekt „Gemischtsprachiges International Baccalaureate“ (IB) teilnehmen.